# مارك كارير (لاعب كرة قدم أمريكية)
مارك كارير (بالإنجليزية: Mark Carrier)‏ هو لاعب كرة قدم أمريكية أمريكي، ولد في 28 أكتوبر 1965 في لافاييت في الولايات المتحدة.